# Dzieci Maryi

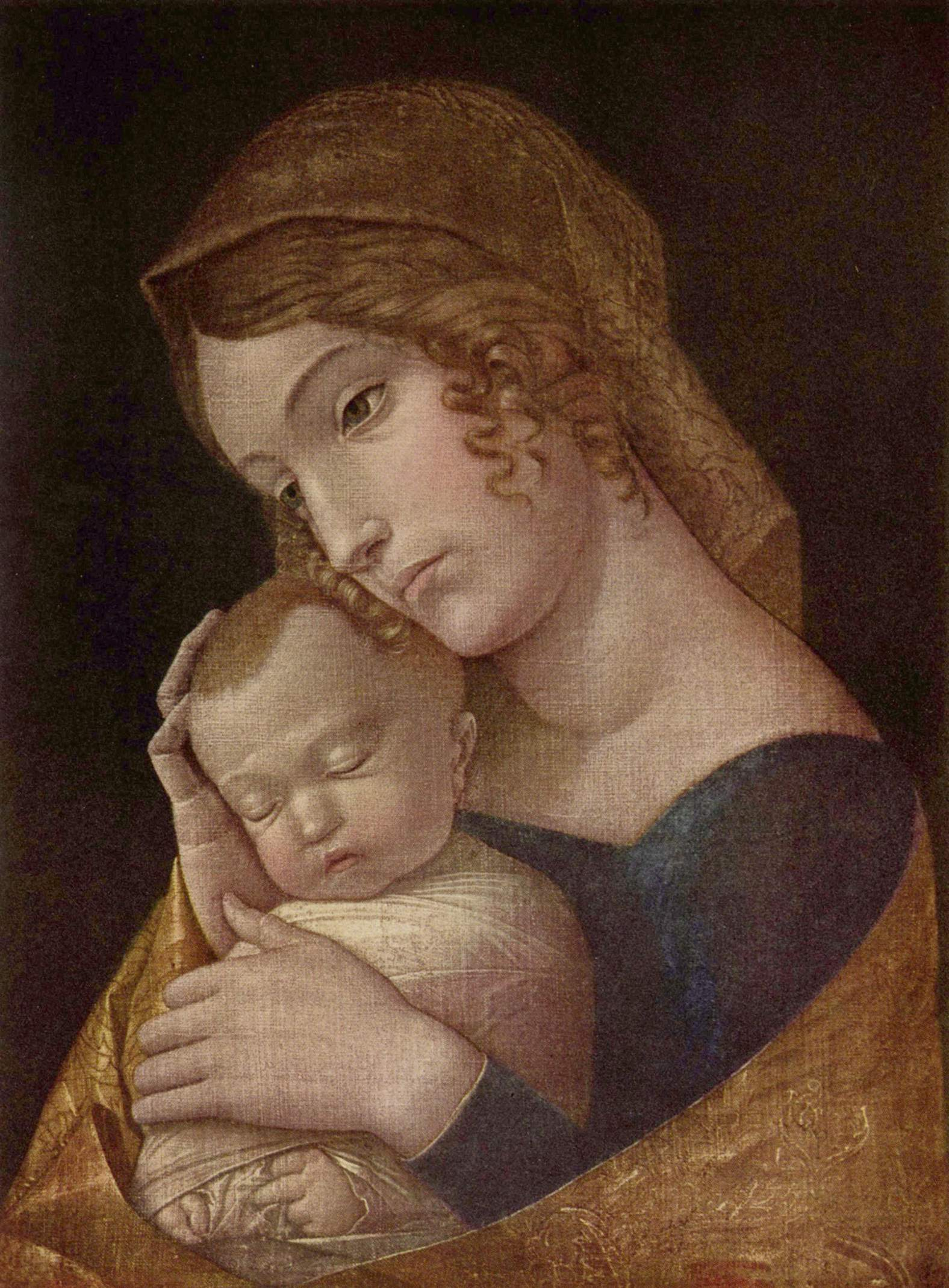
N.M.P Andrea Mantegna

Dzieci Maryi i Młodzież Maryjna (Wincentyńska Młodzież Maryjna) nazywana również JMV (fr. Jeunesse Mariale Vincentienne – JMV; ang. Vincentian Marian Youth) – stowarzyszenie obejmujące młode dziewczęta i chłopców, którzy chcą żyć duchem maryjnym i szerzyć cześć Najświętszej Maryi Panny Niepokalanej. Powstało ono pod wpływem objawień Matki Bożej św. Katarzynie Labouré w 1830, w kaplicy Sióstr Miłosierdzia w Paryżu. Zostało zatwierdzone przez papieża Piusa IX dnia 20 czerwca 1847 roku. Jest ono zarejestrowane w Papieskiej Radzie Świeckich.
W Polsce Stowarzyszenie istnieje i działa od 1852 roku, założyła je Łucja Borowska. W okresie powojennym, chociaż oficjalnie zostało rozwiązane, w miarę istniejących możliwości rozwijało swoją działalność. Stowarzyszenie kieruje się przepisami Kodeksu Prawa Kanonicznego o Stowarzyszeniach i Statutem zatwierdzonym przez wizytatora Polskiej Prowincji Księży Misjonarzy oraz Konferencję Episkopatu Polski. Celem Stowarzyszenia jest pogłębianie nabożeństwa do Najświętszej Maryi Panny i szerzenie Jej kultu: wychowanie wszystkich członków w wierze i w życiu modlitwy, budzenie i rozwijanie ducha apostolskiego w służbie ubogim, szczególnie młodym ofiarom nędzy duchowej i materialnej, dobre przygotowanie członków stowarzyszenia do współpracy z różnymi dziedzinami duszpasterstwa w myśl zaleceń Kościoła.
Stowarzyszenie Dzieci i Młodzieży Maryi osiąga swój cel poprzez korzystanie z takich środków jak: przeżywanie Eucharystii, kontemplację osoby Maryi, naśladowanie Maryi i praktykowanie Jej cnót, rozpowszechnianie i noszenie Cudownego Medalika zgodnie z obietnicą zawartą w słowach Maryi: „Wszyscy, którzy nosić go będą otrzymają wiele łask”, poznawanie historii objawień Matki Bożej św. Katarzynie Labouré i symboliki Cudownego Medalika. Hasłem Stowarzyszenia są słowa: „O Maryjo bez grzechu poczęta, módl się za nami, którzy się do Ciebie uciekamy”. Dzieci Maryi idąc za wezwaniem Matki Bożej wypowiadają tę modlitwę jak najczęściej. Zawołaniem Dzieci Maryi są słowa: „Cześć Maryi” odp.: „Cześć Niepokalanej”. Znakiem rozpoznawczym członków stowarzyszenia na całym świecie jest medal Niepokalanej objawiony św. Katarzynie Labouré.